# Richard Caborn

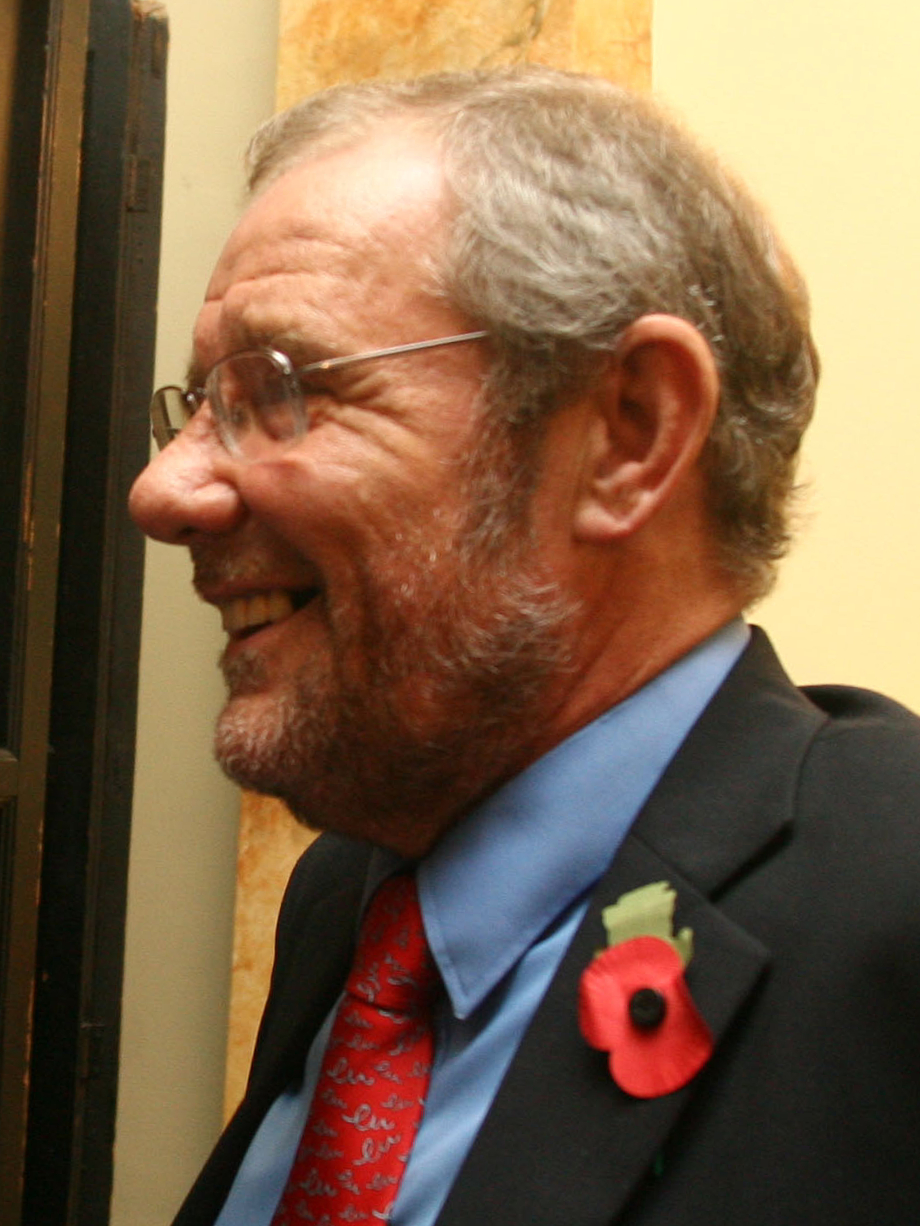
Richard Caborn (31. Oktober 2005)

Richard George Caborn, PC (* 6. Oktober 1943 in Sheffield) ist ein britischer Politiker der Labour Party, der unter anderem zwischen 1979 und 1984 Mitglied des 1. Europäischen Parlamentes sowie von 1983 bis 2010 Abgeordneter des Unterhauses (House of Commons) war. Im ersten, zweiten und dritten Kabinett Blair bekleidete er zudem zwischen 1997 und 2007 verschiedene Ämter als Staatsminister.

## Leben
Richard George Caborn begann nach dem Besuch der Hurlfield Secondary Modern Boys School und des Granville College of Further Education 1959 eine Berufsausbildung in der Schlosserei des Stahlindustrieunternehmens Firth Brown Steels und arbeitete nach deren Abschluss als Schlosser, ehe er 1967 Betriebsratsvorsitzender wurde. Er absolvierte zudem ein Maschinenbaustudium am Sheffield Polytechnic, an dem er seinen Abschluss als Ingenieur machte. Er war des Weiteren zwischen 1968 und 1979 Vizepräsident des Sheffield Trades Council, des Gewerkschaftsbundes von Sheffield, sowie von 1975 bis 1978 Gouverneur der British Broadcasting Corporation (BBC).
Bei der Europawahl am 7. Juni 1979 wurde Caborn für die Labour Party zum Mitglied des 1. Europäischen Parlamentes gewählt und gehörte diesem vom 17. Juli 1979 bis zum 23. Juli 1984 an. Er schloss sich der Sozialistischen Fraktion an und war zwischen dem 20. Juli 1979 und dem 23. Juli 1984 Mitglied des Ausschusses für Wirtschaft und Währung sowie zugleich vom 11. April 1983 bis zum 23. Juli 1984 Mitglied der Delegation für die Beziehungen zur Volksrepublik China.
Bereits während seiner Mitgliedschaft im Europäischen Parlament wurde Richard Caborn bei der Unterhauswahl am 9. Juni 1983 für die Labour Party im wieder geschaffenen Wahlkreis Sheffield Central erstmals zum Abgeordneter des Unterhauses (House of Commons) gewählt und gehörte diesem nach seinen Wiederwahlen am 11. Juni 1987, am 9. April 1992, am 1. Mai 1997, am 7. Juni 2001 und am 5. Mai 2005 bis zur Unterhauswahl am 6. Mai 2010 an, als er auf eine erneute Kandidatur verzichtete. Der Wahlkreis wurde daraufhin von Paul Blomfield übernommen.
Nach dem Wahlsieg der Labour Party bei der Unterhauswahl am 1. Mai 1997 bekleidete er im ersten und zweiten Kabinett Blair zudem zwischen 1997 und 2005 verschiedene Ämter als Staatsminister. Er war zunächst zwischen dem 5. Mai 1997 und dem 28. Juli 1999 Staatsminister für Regionen, Regeneration und Planung im Ministerium für Umwelt, Verkehr und Regionen (Minister of State (Regions, Regeneration and Planning), Department of the Environment, Transport and the Regions) und damit einer der engsten Mitarbeiten von Minister John Prescott, der zugleich Vize-Premierminister war. Im Zuge einer Umbildung des ersten Kabinetts Blair bekleidete er vom 28. Juli 1999 bis zum 11. Juni 2001 das Amt als Staatsminister im Ministerium für Handel und Industrie (Minister of State, Department of Trade and Industry) und war nunmehr Mitarbeiter des damaligen Ministers Stephen Byers. Zudem wurde er 1999 Mitglied des Geheimrates (Privy Council), ein politisches Beratungsgremium des Monarchen.
Nach dem neuerlichen Wahlsieg der Labour Party bei der Unterhauswahl am 7. Juni 2001 übernahm Richard Caborn im Kabinett Blair II das Amt als Staatsminister für Sport und Tourismus im Ministerium für Kultur, Medien und Sport (Minister of State (Sport and Tourism), Department for Culture, Media & Sport) und bekleidete dieses als engster Mitarbeiter von Ministerin Tessa Jowell bis zum 17. Juni 2005. Nachdem die Labour Party auch die Unterhauswahlen am 5. Mai 2005 gewonnen hatte, wurde er am 17. Juni 2005 in das Kabinett Blair III berufen und fungierte bis zum 28. Juni 2007 als Staatsminister für Sport im Ministerium für Kultur, Medien und Sport (Minister of State (Sport), Department for Culture, Media & Sport) und damit weiterhin als einer der engsten Mitarbeiter von Ministerin Tessa Jowell. Am 22. Juli 2005 wurde die Insolvenz des Fußballvereins Cambridge United mit Hilfe der Vermittlung des damaligen Sportministers Richard Caborn durch eine Vereinbarung mit HM Revenue and Customs abgewendet, einer nichtministeriellen Abteilung der britischen Regierung, die für die Erhebung von Steuern, die Zahlung bestimmter Formen staatlicher Unterstützung und die Verwaltung anderer Regulierungssysteme zuständig ist. Nach seinem Ausscheiden aus der Regierung blieb Caborn als Hinterbänkler weiter Mitglied des Unterhauses, ehe er bei den Unterhauswahlen 2010 auf eine erneute Kandidatur verzichtete. Einer der Gründe dafür war, dass er in den sogenannten „cash for influence scandal“ verwickelt war. Dabei hatte die Magazinsendung Dispatches in fingierten Interviews enthüllt, dass zahlreiche Abgeordnete und Minister wie Caborn, Stephen Byers, Geoff Hoon, Patricia Hewitt und Adam Paterson Ingram bereit waren, ein vierstelliges Tageshonorar anzunehmen, obwohl keine Gegenleistung vorgesehen war.

## Veröffentlichung
- Modernising planning. A progress report, Department of the Environment, Transport and the Regions, London 1999